# Singarbil
Singarbil es una ciudad censal situada en el distrito de Tripura occidental en el estado de Tripura (India). Su población es de 12917 habitantes (2011). 

## Demografía
Según el censo de 2011 la población de Singarbil era de 12917 habitantes, de los cuales 6784 eran hombres y 6133 eran mujeres. Singarbil tiene una tasa media de alfabetización del 92,03%, superior a la media estatal del 87,22%: la alfabetización masculina es del 94,48%, y la alfabetización femenina del 89,31%.